# 高齢者専用賃貸住宅
高齢者専用賃貸住宅（こうれいしゃせんようちんたいじゅうたく）とは、日本の住宅政策における住宅分類の一つで、高齢者の入居を拒まない「高齢者円滑入居賃貸住宅」のうち、専ら高齢者を賃借人とする賃貸住宅をいう。
2011年10月に制度が廃止され、後継として高齢者の居住の安定確保に関する法律によるサービス付き高齢者向け住宅の登録が開始された。

## 概要
一般的に略して高専賃（こうせんちん）と呼ぶことが多く、高齢者が円滑に入居し安心できる賃貸住宅市場の整備を目的に、2001年10月1日に全面施行された国土交通省の「高齢者の居住の安定確保に関する法律」に基づくものである。専ら高齢者を賃借人とする賃貸住宅について、登録内容を追加し、より詳細な情報提供を行う仕組みとして、2005年12月1日より「高齢者専用賃貸住宅登録制度」が開始された。その後、2009年5月20日に、一部が改正され、国土交通省と厚生労働省が連携し、住宅と福祉の両面から高齢者の住まいの対策を総合的に進めることになった。

## 改正の内容
- 国土交通省単独から、国土交通省および厚生労働省による基本方針策定
- 従前からある賃貸住宅の他、老人ホームの供給、高齢者居住生活支援体制の確保を盛り込む
- 都道府県が定める高齢者の居住の安定の確保に関する計画制度の創設。
都道府県は、住宅部局と福祉部局が共同で、高齢者に対する賃貸住宅及び老人ホームの供給目標や目標を達成するために必要な施策を定める。
- 高齢者円滑入居賃貸住宅（高円賃）及び高齢者専用賃貸住宅（高専賃）の制度改善。

その他、登録制度について新たに登録基準を設定し、住宅の規模、構造及び設備等に関する最低基準を定めるとともに、登録を受けた住宅の管理状況に関する報告徴収制度の創設等、指導監督の強化が図られた。